# زمین‌لرزه ۱۹۴۰ چین
زمین‌لرزه چین  در تاریخ ۶ آوریل ۱۹۴۰ میلادی، برابر با ‎۱۷ فروردین ۱۳۱۹، ساعت ۱۳:۴۳:۰۲ به زمان یوتی‌سی در چین رخ داد. بزرگی آن ۶ در مقیاس ریشتر اعلام شده‌است. زمین‌لرزه به وقت محلی در روز شنبه، ساعت ۲۱ روی داده و منطقه زمانی آن یوتی‌سی +۸ بوده‌است .
سازمان زمین‌شناسی آمریکا نیز جای این زمین‌لرزه را در مختصات ۲۳°۵۴′شمالی ۱۰۲°۱۸′شرقی / ۲۳٫۹°شمالی ۱۰۲٫۳°شرقی و بزرگی آنرا برابر با ۶ در مقیاس ریشتر اعلام کرده‌است. 
شمار کشتگان زلزله حدود ۱۸۱ نفر بوده‌است.تعداد زخمیان ۴۷۵ نفر برآورده شده‌است.